# Imaginaria
Imaginaria è un album degli Almamegretta.

## Tracce
1. Imaginaria ('o ssaccio 'o ssaje)
2. Catene
3. Fa' ammore cu' mme
4. Mergellina '70
5. Crazy days & crazy nights
6. N'ata vota
7. Caña
8. Rubayyat
9. 'E guagliune d'o sole
10. Imaginaria #2
11. Pa`chango
12. Rubb da dubb

## Classifiche
| Classifica (2001) | Posizione |
| ----------------- | --------- |
| Italia            | 22        |

## Curiosità
Nell'album sono presenti come ospiti in due brani Roberta Sammarelli e Luca Ferrari dei Verdena, rispettivamente in Imaginaria ('o ssaccio 'o ssaje) e Rubb da dubb. La collaborazione tra i due gruppi porterà alla nascita di un'amicizia soprattutto con il dubber e programmatore elettronico Stefano Facchielli, noto come D.RaD, del quale riprenderanno una composizione lasciata incompiuta dopo la sua scomparsa, Parabellum, che inizialmente doveva far parte del tributo Il lato D del 2006, ma in seguito è stata inserita nell'E.P. Caños_EP.